# Niederschöneweide

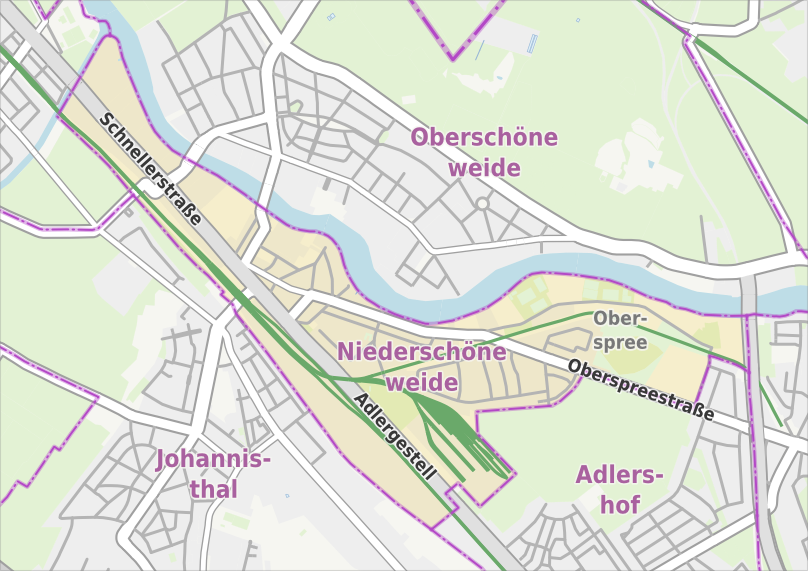
Mappa del quartiere

Niederschöneweide (pronuncia tedesca: [ˈniːdərˈʃøːnəˈvaɪ̯də], letteralmente: «Schöneweide bassa», in contrapposizione alla vicina Oberschöneweide – «Schöneweide alta») è un quartiere (Ortsteil) di Berlino, appartenente al distretto di Treptow-Köpenick. Fa parte, con Oberschöneweide (Schöneweide alta), del quartiere Schöneweide. 
Fino al 2001 faceva parte dell'ex comune di Treptow.

## Storia
Citato per la prima volta nel 1598 come Schöne Weyde, divenne comune autonomo nel 1850, diventando una città industriale alla fine del XIX secolo. Nel 1920 venne annessa nel 1920 alla "Grande Berlino" ed assegnata al distretto di Treptow.
Tra il 1949 e il 1990 il quartiere era parte di Berlino Est e in quel periodo vennero edificati nuovi complessi residenziali a Oberspree. 
Le industrie del territorio furono nazionalizzate e convertite in Volkseigener Betrieb (VEB).
Nel 1994, dopo la riunificazione tedesca, è stato attivato un piano di bonifica e riqualificazione dei suoli contaminati nell'epoca dell'industria pesante.

## Geografia
Situata nella parte sud-orientale della città e attraversata dal fiume Sprea, Niederschöneweide confina con le località di Oberschöneweide, Plänterwald, Baumschulenweg, Johannisthal, Adlershof e Köpenick. Parte del parco Köllnische Heide, situato ad Adlershof, appartiene al quartiere.

## Trasporti
Niederschöneweide è servita sia dalla S-Bahn (ferrovia suburbana) che da diverse linee del tram. Le stazioni ferroviarie che servono la località sono Schöneweide (linee S45, S46, S47, S8, S85 e S9 e servizio regionale DB), Johannisthal (S45, S46, S8, S85, S9) e Oberspree (S47). Le linee del tram, che attraversano Brückenstraße e Michael-Brückner Straße, sono la M17, 21, 27, 63 e 67.